# 레노파 야마구치 FC
레노파 야마구치 FC(일본어: レノファ山口FC)는 일본 야마구치현 야마구치시를 연고로 하는 축구 클럽으로 현재 J2리그에 출전하고 있다.

## 역사
1949년에 '야마구치 교원 축구단'(山口県サッカー教員団)으로 창단한 뒤 2006년에 현재 팀으로 재창단되었으며 클럽 이름에서 '레노파'(Renofa)는 "혁신"(renovation), "투쟁(fight)", "기력(fine)"을 뜻하는 영어 단어를 조합하여 만든 이름이다.
1980년부터 1997년, 2000년부터 2003년과 2005년 그리고 2006년부터 2013년까지 주고쿠 사커 리그에 참가하여 3번의 우승(2008, 2010, 2013), 5번의 준우승(1982, 1983, 1989, 2009, 2011)과 5번의 3위(1986, 1987, 1988, 1993, 2007)를 차지하는 성과를 거두었다.
이후 일본 풋볼 리그 2014에서 4위에 오르며 창단 첫 J3리그 입성에 성공한 뒤 J3리그 2015에서도 J3리그 입성 첫 시즌만에 우승을 차지하며 창단 첫 J2리그 입성까지 성공하는 기염을 토했다.
현재까지 2018 시즌 8위가 레노파 야마구치의 J2리그에서의 역대 최고 성적으로 기록되어 있으며 물론 이외의 시즌에서는 이렇다할 성과는 거두지 못하고 있지만 J2리그 입성 이후 2020 시즌을 제외하고는 매 시즌마다 두자리 승수를 올리고 있고 2024 시즌 천황배에서는 구단 역사상 첫 국내 메이저 컵대회 8강에 오르는 기적을 만들었다.

## 선수단

### 현재 선수 명단
참고: FIFA 자격 규정에 따라 소속된 국가대표팀 국기를 표시합니다. 선수는 복수의 FIFA 비회원국 국적을 가지고 있을 수 있습니다.
| 번호 | 포지션 | 국적 | 이름            |
| ---- | ------ | ---- | --------------- |
| 1    | GK     |      | 이치모리 준     |
| 2    | DF     |      | 미야기 마사후미 |
| 3    | DF     |      | 카가와 유키     |
| 4    | DF     |      | 코이케 류타     |
| 5    | DF     |      | 쿠로키 쿄헤이   |
| 6    | MF     |      | 모치즈키 레오   |
| 7    | MF     |      | 후키미츠 타카키 |
| 8    | MF     |      | 시마야 야츠노리 |
| 9    | FW     |      | 키시다 카즈히토 |
| 10   | MF     |      | 쇼지 요시히로   |
| 11   | MF     |      | 토리카이 유야   |
| 13   | MF     |      | 안도 나오토     |

| 번호 | 포지션 | 국적 | 이름                |
| ---- | ------ | ---- | ------------------- |
| 14   | DF     |      | 후쿠이 료지         |
| 16   | GK     |      | 타바타 노부시게     |
| 17   | MF     |      | 카토 타이키         |
| 18   | FW     |      | 하라구치 타쿠토     |
| 20   | DF     |      | 호시 유지           |
| 21   | GK     |      | 유마 히로키         |
| 22   | DF     |      | 민경준              |
| 30   | GK     |      | 무라카미 마사아키   |
| 32   | FW     |      | 나카야마 마사토     |
| 33   | DF     |      | 키타타니 후미타카   |
| 34   | DF     |      | 오쿠야마 마사유키   |
| 39   | MF     |      | 히라바야시 키요히로 |

- 야마세 고지(2022 ~ )

## 역대 감독
| 감독              | 임기  |
| ----------------- | ----- |
| 사루사와 신지     | 2017  |
| 후안 에스나이데르 | 2023  |
| 시가키 료         | 2024- |